# Pseudowissenschaft
Pseudowissenschaft (altgriechisch ψεύδω pséudō, deutsch ‚ich täusche vor‘), auch Afterwissenschaft, Scheinwissenschaft oder Pseudolehre, ist ein Begriff für Behauptungen, Lehren, Theorien, Praktiken und Institutionen, die beanspruchen, wissenschaftlich zu sein bzw. scheinbar wissenschaftlich sind, aber die Ansprüche an Wissenschaftlichkeit, insbesondere das Kriterium der Nachprüfbarkeit, nicht erfüllen. Der Begriff wird sowohl analytisch-deskriptiv als auch abwertend benutzt.
Es lassen sich zwei Grundströmungen der Pseudowissenschaft unterscheiden: Erstens Wissenschaftsleugnung wie z. B. die Klimawandelleugnung und zweitens das Bewerben von Pseudotheorien wie z. B. der Astrologie oder der Homöopathie. Beide Grundströmungen sind jeweils unterschiedlich motiviert: Während es Wissenschaftsleugnern primär um das gezielte Bestreiten bestimmter etablierter wissenschaftlicher Erkenntnisse geht und sie dementsprechend unstrittige Forschungsergebnisse als kontrovers darstellen (siehe auch Desinformation), verfolgen die Vertreter von Pseudotheorien die Absicht, ihre eigenen Aussagen erst zu etablieren und demzufolge als konform zum Forschungsstand darzustellen. Wissenschaftliche Aussagen werden hierbei nur so weit bestritten, wie es für die Etablierung ihrer eigenen Aussagen nötig ist.

## Begriffsbestimmung
Viele verbreitete Vorschläge zu einer groben Begriffsbestimmung kommen zumindest in zwei Punkten überein:
1. Pseudowissenschaften treten mit dem Anspruch der Wissenschaftlichkeit auf.
2. Pseudowissenschaften stehen im Widerspruch zu den anerkannten wissenschaftlichen Methoden.

Sowohl diese beiden Bedingungen als auch deren weitere Präzisierungen sind allerdings umstritten. Eine derartige Minimaldefinition erlaubt aber zumindest die Abgrenzung zu andersgearteten Vorstellungen oder Thesen, beispielsweise:
1. Religionen, insofern diese keine Tatsachen behaupten, die in Konflikt mit akademisch etablierten, wissenschaftlichen Erkenntnissen stehen. Ob die Theologie unterschiedlicher religiöser Traditionen diesen Konflikt vermeidet, ist allerdings unter Religionsphilosophen und Theologen umstritten. Hilary Putnam beispielsweise argumentiert, dass genuin religiöse Lehren prinzipiell nicht in Konflikt mit naturwissenschaftlichen Thesen geraten könnten, da es sich um getrennte Bereiche handle. Andere hingegen bestreiten dies[5] – moderne Formen der Schöpfungswissenschaft oder das Intelligent Design werden von vielen Wissenschaftstheoretikern sogar als paradigmatische Beispiele für Pseudowissenschaften behandelt.[6]
2. Esoterik oder Obskurantismus, insofern hier ebenfalls keine wissenschaftlichen Ansprüche erhoben werden;[7]
3. nach heutigem Erkenntnisstand überholte Theorien, die aber zum Zeitpunkt ihrer Ausarbeitung nicht in Konflikt zu zeitgenössischen, gut bestätigten und etablierten wissenschaftlichen Theorien oder Methoden standen. Beispiele wären etwa die unterschiedlichen Ätherhypothesen. Diese Abgrenzung ist allerdings ebenfalls umstritten.

Die weitere Spezifikation der Kriterien valider Forschungsmethoden ist eine Frage, deren Antwortmöglichkeiten in der wissenschaftstheoretischen Diskussion der letzten Jahrzehnte kontrovers debattiert wurden. Ins Feld geführt werden beispielsweise Kriterien institutionalisierter Forschung wie Falsifizierbarkeit, intersubjektive Überprüfbarkeit oder Offenheit gegenüber Korrekturen und Revisionen. An Kriterien für die Auszeichnung von Pseudowissenschaften werden beispielsweise diskutiert: systematische Abschottung gegenüber Widerlegung und Kritik, nicht rational gerechtfertigte Selektivität gegenüber empirischen Daten, Vertreten einer geschlossenen Alternative statt einer schrittweisen Erweiterung bisheriger Theoriebildung und Forschungspraxis.

## Abgrenzung
Hypothesen werden mit dem Ziel aufgestellt, sie wissenschaftlichen Überprüfungen zu unterziehen, sodass sie verifiziert oder falsifiziert werden können. Sie sind Bestandteil des deduktiven Verfahrens. In den Naturwissenschaften müssen durch Deduktion ermittelte Vorhersagen empirisch überprüfbar sein.
Die Parawissenschaft unterscheidet sich von der Pseudowissenschaft dadurch, dass bei ihr lediglich berechtigte Zweifel an der Wissenschaftlichkeit bestehen. Meist beziehen sie sich auf unklare, seltene und strittige Anomalien, die zwar durch eine wissenschaftliche Theorie erklärt werden, wobei die Theorie jedoch nach dem Forschungsstand zu weit hergeholt und unglaubwürdig erscheint. Oft handelt es sich um Phänomene, für die noch keine etablierten Erklärungen gefunden wurden.
Die meisten Religionen oder esoterischen oder „spirituellen“ Lehren erheben keinen (uneingelösten) wissenschaftlichen Anspruch. Ihre Lehren und Weltanschauungen werden daher, insoweit dies der Fall ist, gemeinhin nicht als Pseudowissenschaften bezeichnet (anders z. B. Sokal, siehe oben). Ein Grenzfall liegt dann vor, wenn religiöse Aussagen inhaltlich im direkten Konflikt zu naturwissenschaftlichen Theorien stehen, ohne selbst durch wissenschaftliche Methoden gestützt zu sein (sondern sich beispielsweise auf eine höhere Autorität berufen wie göttliche Offenbarungen oder Erleuchtungserlebnisse).
„Cargo-Kult-Wissenschaft“ ist ein Begriff von Richard Feynman. Der Begriff soll mangelnde wissenschaftliche Integrität kennzeichnen, die im Gegensatz zur Pseudowissenschaft im Wissenschaftsbetrieb selbst vorkommt. Dies bezieht sich beispielsweise auf das unkritische Zitieren von fremden Forschungsergebnissen und das ungeprüfte Voraussetzen ihrer Korrektheit, oder auch auf die Übernahme eines Teilergebnisses, wobei jedoch wesentliche Bedingungen für dessen Zustandekommen ignoriert werden. Der Ausdruck ist eine metaphorische Parallelbildung zum ethnologischen Begriff des Cargo-Kult, er soll eine Praxis kennzeichnen, die zwar methodisch korrekt arbeitet oder oberflächlich betrachtet stimmige Ergebnisse liefert, die aber sinnlos geworden ist.
„Protowissenschaft“ oder „Vorwissenschaft“ bezeichnet Theorien, die keinen wissenschaftlichen Charakter besitzen, deren Vertreter jedoch einen solchen anstreben und versuchen, die problematischen Elemente so zu korrigieren, dass wissenschaftliche Aussagen in Zukunft möglich werden. Bei der Eröffnung eines vollständig neuen Forschungsfeldes befindet sich dieses im Allgemeinen eine gewisse Zeit lang in diesem Status.
Einigen wissenschaftlichen Theorien, die heutzutage akzeptiert sind, wurde von den damaligen Wissenschaftlern vorgeworfen, pseudowissenschaftlich, irrational oder offensichtlich falsch zu sein. Heute anerkannte Wissenschaften gingen also oft durch eine Vorstufe als Protowissenschaft. Oft war auch tatsächlich ein potenziell wissenschaftsfähiger Kern mit pseudowissenschaftlichen, religiösen oder ideologischen Elementen verwoben, sodass sich erst allmählich ein wissenschaftlicher Kern herauszukristallisieren begann. Wesentlich bei der Unterscheidung zwischen Pseudowissenschaft und Protowissenschaft ist, dass letztere das Potenzial besitzt, sich nach allen Kriterien des jeweils anerkannten Standes der Wissenschaft weiterzuentwickeln.  Beispiele von Theorien, die von Zeitgenossen als Pseudowissenschaften bezeichnet wurden, sind u. a. die Theorie des Urknalls oder der Schwarzen Löcher, die Kontinentalverschiebung, die Elektromagnetischen Felder, Keime als Krankheitserreger, Meteoriten oder die moderne Psychiatrie.

## Begriffsgeschichte
Der dem Begriff „Pseudowissenschaft“ entsprechende englische Begriff Pseudoscience lässt sich bereits in englischen Publikationen im ersten Drittel des 19. Jahrhunderts finden. Eine frühe Verwendung des Begriffs findet sich auch in einem französischen Text bei dem Physiologen und Mitglied der Pariser Akademie der Wissenschaften François Magendie. Er bezeichnete 1843 die Phrenologie als „eine Pseudo-Wissenschaft von heute“. 1887 wird der Begriff von Thomas Huxley in zwei Essays – Scientific and Pseudo-Scientific Realism und Science and Pseudo-Science – verwendet. Huxley, ein vehementer Verteidiger der darwinschen Evolutionslehre und zu diesem Zeitpunkt ehemaliger Präsident der Royal Society, setzt sich in diesen Essays kritisch mit bestimmten nichtkausalen Auffassungen des Wesens naturwissenschaftlicher Gesetze auseinander. Derartige Auffassungen wurden von Gegnern der Evolutionstheorie vertreten, aber auch in dem Buch Vestiges of the Natural History of Creation – einer frühen, vor Darwins On the Origin of Species erschienenen Publikation, in der Evolutionsideen vertreten wurden. Für Huxley ist eine solche nichtkausale Naturgesetztheorie mit Pseudowissenschaft verbunden:

“In fact, the habitual use of the word „law,“ in the sense of an active thing, is almost a mark of pseudo-science; it characterises the writings of those who have appropriated the forms of science without knowing anything of its substance.”

„Tatsächlich ist der fortwährende Gebrauch des Wortes „Gesetz“ im Sinne von etwas Aktivem nahezu das Kennzeichnen einer Pseudo-Wissenschaft. Ein solcher Gebrauch ist charakteristisch für die Schriften jener, welche sich an die äußere Form der Wissenschaft halten, aber keine Ahnung haben von deren Wesen.“

## Ideengeschichte in der Wissenschaftstheorie

### Karl Popper: Nichtfalsifizierbarkeit und verstärkte Dogmen
Die Prägung des Begriffs in der Diskussion der Wissenschaftstheorie des 20. Jahrhunderts geht auf Karl Popper zurück. Popper hatte sich nach eigenem Bekunden ab 1919 mit dem Thema Pseudowissenschaft beschäftigt. Es ging ihm dabei darum, die Wissenschaft im Hinblick auf die Frage zu charakterisieren, was sie von Pseudowissenschaft unterscheidet. Seine Antwort darauf war, dass jemand, der eine wissenschaftliche Theorie vorschlägt, eine Antwort auf die Frage geben solle, unter welchen Bedingungen er bereit sei, ihre Unhaltbarkeit zuzugeben. Dabei habe er nicht die Frage der Wahrheit für vorrangig gehalten. Auch fehlende Exaktheit oder Messbarkeit seien nicht sein Grundproblem gewesen. Er habe vielmehr intuitiv empfunden, dass es Theorien gebe, die sich als Wissenschaften aufführten, tatsächlich jedoch mehr mit Mythen gemein hätten als mit Wissenschaft. Als Beispiele für Pseudowissenschaften nannte Popper den Marxismus, die Psychoanalyse, die Individualpsychologie und die Astrologie, als Gegenbeispiel Einsteins Relativitätstheorie. Erst später erweiterte Popper dieses Abgrenzungskriterium auf das allgemeine Abgrenzungsproblem zwischen einerseits den empirisch-wissenschaftlichen und andererseits insbesondere den metaphysischen, aber auch den philosophischen, mathematischen, mythologischen, religiösen und pseudowissenschaftlichen Aussagen.
Somit behandelt das Abgrenzungskriterium bei Popper nur die vorteilhaften Merkmale der wissenschaftlichen Aussagen – ihre empirische Widerlegbarkeit –, ein Merkmal, das der Pseudowissenschaft fehlt. William Warren Bartley sah aber in Bezug auf Poppers Pseudowissenschaftsbegriff noch ein zweites Kriterium, das ihre wesentliche nachteilige Eigenschaft ausmacht: das Kriterium der verstärkten/verschärften Dogmen bzw. des „doppelt verschanzten Dogmatismus“. Es charakterisiert Theorien, die eingebaute Strategien zur automatischen Immunisierung gegen Kritik beinhalten. Das können Theorien zu wissenschaftlichen Fragestellungen, aber auch zu ethischen, politischen und anderen Fragestellungen sein. Was solche Theorien attraktiv mache, sei vor allem ihre scheinbar umfassende Erklärungskraft für alles, was in ihrem Betrachtungsraum liege (siehe auch Verschwörungstheorie). Das Studium solcher Theorien habe den Effekt einer intellektuellen Bekehrung oder Offenbarung. Dem Leser schienen sich die Augen für neue Wahrheiten zu öffnen, die „Nichteingeweihten“ verborgen blieben. „Ungläubige“ erschienen als Menschen, die sich weigerten, diese Wahrheit anzuerkennen. Als besonderes Charakteristikum solcher Theorien beschrieb Popper, dass es für sie einen beständigen Strom von Verifikationen gebe. Jeder neue Fall werde im Lichte vorhergehender „Erfahrungen“ betrachtet und dadurch als weiterer Beleg für die Richtigkeit der Theorie gewertet. Dies mache deutlich, dass die scheinbare Stärke dieser Theorien – die allumfassende Erklärungskraft – in Wahrheit ihre Schwäche sei.
Popper behandelt in seinem Hauptwerk Logik der Forschung (1935) nur das Falsifzierbarkeitskriterium; das Problem der Charakterisierung der Pseudowissenschaft kommt darin nicht vor. Für den Philosophen Hans-Jürgen Wendel erscheinen in einer Kommentierung der Logik der Forschung dennoch Metaphysik und Pseudowissenschaft im Hinblick auf die Abgrenzung zu empirischen Wissenschaften „zumindest verwandt, partiell vielleicht sogar identisch und daher aus ähnlichen Gründen problematisch zu sein.“ Er ist der Auffassung, dass die Eingrenzung auf das Problem der Metaphysik in erster Linie aufgrund der Diskussionen mit dem Wiener Kreis geschah, in dessen Umfeld die Publikation erfolgte. Popper gab später zu, dass er bei der Niederschrift der „Logik der Forschung“ davon ausgegangen war, dass nichtfalsifizierbare Theorien nicht rational diskutiert werden können, und gestand ein, dass er in diesem Punkt seine Meinung geändert habe.

### Kritik am Falsifizierbarkeitskriterium
Nach verbreiteten Positionen geht Pseudowissenschaftlichkeit stets einher mit Nichtwissenschaftlichkeit, Nichtwissenschaftlichkeit wiederum mit mangelnder Falsifizierbarkeit: Empirische Befunde können eine Theorie nicht als falsch erscheinen lassen. Auch in den verschiedenen wissenschaftstheoretischen Strömungen der Analytischen Philosophie wird bei der Abgrenzung von Wissenschaft teilweise Bezug genommen auf eine an die jeweilige wissenschaftstheoretische Richtung angepasste Version des Begriffes „Falsifizierbarkeit“.
Der Wissenschaftstheoretiker Imre Lakatos lehnte ein solches Falsifizierbarkeitskriterium zur Unterscheidung von Wissenschaft und Pseudowissenschaft ab, allerdings eher aus praktischen, denn aus theoretischen Gründen. Üblicherweise hält man es für einen exegetischen Fehler, ein derartiges Falsifizierbarkeitskriterium Karl Popper zuzuschreiben. Auch die Verwendbarkeit als Abgrenzungskriterium zwischen Pseudowissenschaft und Wissenschaft ist exegetisch und thematisch fragwürdig, da das Kriterium nur zwischen empirisch-wissenschaftlichen und nicht-empirisch-wissenschaftlichen Theorien unterscheiden kann. (In Karl Poppers Kritischem Rationalismus dagegen ist, wie erläutert, eine Theorie pseudowissenschaftlich, wenn sie vom äußeren Anschein her als wissenschaftliche Theorie erscheint, aber verstärkte Dogmen enthält. Damit ist gemeint, dass es keine Möglichkeit gibt, die Lehre zu kritisieren, da sie dazu konstruiert ist, jede Kritik in ihrem Sinne umdeuten oder abweisen zu können. Eine mögliche Form solcher Strategien sind Verschwörungstheorien, die jede Kritik als Fälschung und Propaganda der Verschwörer abweisen. So kann jedes analytische Ergebnis, jeder empirische Befund, jede Kritik nur als bestätigender Beleg einer solchen These aufgefasst werden. Während jede beliebige Theorie durch unwissenschaftliches Vorgehen mit Ad-hoc-Hypothesen immunisiert werden kann, zwingen verstärkte Dogmen also sogar dann zur Immunisierung, wenn sie in einen wissenschaftlichen, kritischen und rationalen Kontext gesetzt werden.)
Larry Laudan hält das Kriterium der Falsifizierbarkeit für ungeeignet, da es zu nachsichtig sei: Damit würde jede absonderliche Behauptung von Astrologen, Kreationisten oder wem auch immer wissenschaftlich, solange nur angegeben würde, welche Beobachtung sie als Widerlegung ihrer Theorie anerkennen würden. Für Richard McNally ist das Falsifizierbarkeitskriterium ebenfalls zu Abgrenzungszwecken unbrauchbar, da eine große Zahl der als pseudowissenschaftlich geltenden Theorien durchaus falsifizierbar, ja bereits widerlegt sei. Andererseits erfüllten einige etablierte wissenschaftliche Theorien das Falsifikationskriterium oder andere Abgrenzungskriterien nicht. Widerspruch erhalten solche Kritiken zum Beispiel von Michael Ruse. Ruse kritisiert in einer Antwort an L. Laudan, dass in solchen Gegenargumenten das Falsifizierbarkeitskriterium falsch verstanden werde. Weder sei es als alleiniges Kriterium gedacht, sondern immer zusammen mit anderen methodologischen Kriterien, und zudem wird auch nur von empirischen Wissenschaften die Falsifizierbarkeit gefordert, nicht jedoch zum Beispiel von Mathematik und Logik.

### Nichtprüfbarkeit
Andere Vorschläge nehmen Bezug auf den Begriff der „Prüfbarkeit“, der eher in der Tradition von Rudolf Carnap steht. Allerdings hat Carnap selbst darauf hingewiesen, dass empirische Überprüfbarkeit nur ein notwendiges, jedoch kein hinreichendes Kriterium für Wissenschaftlichkeit darstelle. Es grenze nur potentiell wissenschaftliche und kognitiv sinnlose Sätze voneinander ab. Letztere sind für ihn bedeutungslos und können daher weder falsch noch wahr sein (in Carnaps Diktion auch „Scheinsätze“, „metaphysische Sätze“). Typische pseudowissenschaftliche Hypothesen, etwa aus der Astrologie, betrachtet Carnap dagegen als kognitiv sinnvoll, aber nicht wissenschaftlich.
In diese Richtung gehen auch Vorschläge, die schlichte Unmöglichkeit empirischer Bestätigung als Kriterium für Pseudowissenschaften zu halten. Umgekehrt sind beispielsweise für Martin Gardner die Bestätigung einer Theorie durch Beweise und die Kompetenz der Forscher gute Kriterien für Wissenschaftlichkeit.
Die Abgrenzung von Pseudowissenschaften durch Verletzen derjenigen Kriterien, die für die Bestätigung („Prüfung“) wissenschaftlicher Theorien konstitutiv sind, ist umgekehrt an die Probleme verwiesen, einen handhabbaren und theoretisch präzisen Begriff der Bestätigung auszuarbeiten. Besonders seit den 1960er Jahren wird versucht, das bereits von David Hume klassisch formulierte Problem wissenserweiternder Vernunftschlüsse (sog. Induktionsproblem) einer befriedigenden Antwort zuzuführen. Zahlreiche Wissenschaftstheoretiker halten dieses Problem in der gestellten Form für unlösbar, halten es aber für ersetzbar durch die Frage nach einer pragmatischen oder statistischen Ausarbeitung des Begriffs der Bestätigung einer Theorie (vgl. dazu auch Abduktion, Schluss auf die beste Erklärung). Darüber hinaus werden für die theoretische Rekonstruktion wissenschaftlicher Erkenntnisweisen und Methoden die unterschiedlichsten Methodologien vorgeschlagen.
Beispielsweise ist sogar umstritten, ob eine „konservative“ Haltung bezüglich der gerade leitenden Theorie gerechtfertigt ist, und zwar auch dann, wenn viele Bestätigungsversuche scheitern. Thomas Samuel Kuhn hatte sehr prominent vertreten, dass die Geschichte der Ablösung unterschiedlicher Theorien gerade nicht durch rationale Argumente, sondern „Strategien der Massenüberredung“ geprägt sei und dass dies notwendig so sein müsse, da ein objektiver Vergleich der Plausibilität konkurrierender Theorien oftmals prinzipiell unmöglich sei, weil diese Theorien selbst u. a. mit unterschiedlichen Konventionen darüber einhergehen, was als Bestätigung oder Widerlegung gelten kann (das Bündel all dieser Faktoren gehört für Kuhn mit in den Begriff „Paradigma“). Im Rahmen des sogenannten wissenschaftstheoretischen Strukturalismus, wie er von Sneed u. a. ausgearbeitet wurde, hat Wolfgang Stegmüller versucht, zentrale Anteile dieser Auffassung zu rekonstruieren. Da Theorien in diesem methodischen Rahmen nicht als Bündel von Sätzen aufgefasst werden, steht ein gescheiterter Bestätigungsversuch nicht in direktem Widerspruch zu einer Theorie, sondern kann beispielsweise so behandelt werden, dass das System, auf das die Theorie angewendet wurde, schlicht nicht in die Menge der von dieser Theorie „intendierten Anwendungen“ gehört. Da Theorien im wissenschaftstheoretischen Strukturalismus durch intertheoretische Relationen miteinander verknüpft sind („Theoriennetze“), kann ein rationaler Vergleich zwischen unterschiedlichen Theorien nach einer wissenschaftlichen Revolution zumindest im Nachhinein noch stattfinden, und zwar durch „Blockvergleich“ der Strukturkerne selbst in dem Fall, wenn ein Term-zu-Term-Vergleich wegen Inkommensurabilität zwischen den individuellen Ausdrücken der verschiedenen Theorien nicht mehr möglich ist.
In jedem Fall ist aber, wie ausgeführt, nach überwiegender Mehrheitsmeinung umgekehrt nicht alles, was derartige wissenschaftstheoretische Ausarbeitungen der Begriffe Prüfung, Bestätigung, wissenschaftlicher Rationalität oder Methodik betrifft, bereits Pseudowissenschaft, sondern muss dazu beispielsweise auch mit dem Anspruch von Wissenschaftlichkeit auftreten oder andere zusätzliche Kriterien erfüllen.

### Kriterienpluralismus
Paul R. Thagard schlägt das Vorhandensein der Faktoren Theorienbildung, Forschungsgemeinschaft und historischer Kontext vor, um Wissenschaften zu charakterisieren. Sein Definitionsvorschlag lautet: „Eine Theorie bzw. eine Disziplin, die vorgibt, wissenschaftlich zu sein, ist genau dann pseudowissenschaftlich, wenn sie über lange Zeit hinweg weniger Fortschritte gemacht hat als alternative Theorien und sich vielen ungelösten Problemen gegenübersieht, wenn aber die Gemeinschaft der praktisch arbeitenden Wissenschaftler wenig Versuche unternimmt, die Theorie dahingehend weiterzuentwickeln, dass sie diese Probleme löst, und wenn diese Gemeinschaft wenig Sorge trägt, die Theorie gegenüber alternativen Theorien vergleichend zu beurteilen, und wenn diese Gemeinschaft sehr selektiv darin ist, was sie als Bestätigungen und was als Fehlschlag betrachtet.“

### Vagere Begriffsbestimmungen: Familienähnlichkeit von Wissenschaften
Teilweise wird die Abgrenzung von Wissenschaft und Nichtwissenschaft mittels scharfer Kriterien, die sowohl notwendig als auch hinreichend sind, auch für faktisch oder prinzipiell unmöglich erklärt. Eine moderate Alternative zu derartigen Präzisierungsversuchen besteht darin, am Begriff festzuhalten, seine Vagheit aber einzufangen, indem er etwa nach dem Modell von Familienähnlichkeitsrelationen oder als Bereich eines Spektrums mit lediglich klar fassbaren Extrempunkten verstanden wird.
Wissenschaft wird dann alternativ beispielsweise als ein Gattungsbegriff aufgefasst, der nur durch das Konzept der Familienähnlichkeit beschrieben werden kann. Dieser Begriff stammt ursprünglich von Ludwig Wittgenstein und versucht auf das Problem der Vagheit von Typbegriffen zu antworten. Wenn drei Gegenstände a, b,c nur „familienähnlich“ sind, kann u. a. der Fall sein, dass es gemeinsame Merkmale zwischen a und b sowie zwischen b und c geben kann, ohne dass es gemeinsame Merkmale zwischen a und c geben muss. Wittgensteins Beispiele sind u. a. die sehr divergenten Typen von Spielen: Es ist schwer, Merkmale zu benennen, die Brettspielen, Gesellschaftsspielen usw. notwendig gemeinsam sind und dazu hinreichend sind, Spiele als solche zu individuieren. Dies hat eine gewisse Ähnlichkeit mit der sog. Prototypensemantik, nach der wir beispielsweise als einen Vogel begreifen, was dem ähnelt, was wir als typisches Beispiel für Vögel kennengelernt haben (sagen wir, einem Spatz). Analog könne es sich für Wissenschaften verhalten: Es gebe im Extremfall weder notwendige noch hinreichende Kriterien dafür, dass etwas als Wissenschaft zählt, aber Relationen der Familienähnlichkeit zwischen einzelnen Wissenschaften oder eine Nähe zu typischen Prototypen.
Der schwedische Philosoph Sven Ove Hansson versteht den Begriff Pseudowissenschaft innerhalb eines Spektrums, das von „wissenschaftlich“ über „unwissenschaftlich“ zu „pseudowissenschaftlich“ und „nicht-wissenschaftlich“ reicht. Unwissenschaftlichkeit bedeutet dabei den Widerspruch zu anerkannten Fakten, Nicht-Wissenschaftlichkeit den Verzicht auf jeden rationalen und empirischen Anspruch. Von Pseudowissenschaft kann nach diesem Verständnis nur gesprochen werden, wenn eine Lehre präsentiert wird, die im Konflikt zu einer an rationalen und empirischen Kriterien orientierten Forschung steht. Dabei können einzelne Elemente durchaus wissenschaftliche Erkenntnisse aufnehmen oder zumindest als solche präsentiert werden. Bei Lehren, die vollständig ohne rational-wissenschaftliche Erkenntnisse auskommen, handelt es sich dagegen um Nicht-Wissenschaft. Beispiele Hanssons sind u. a. Religion oder Esoterik. Der Teil des Spektrums, der einen Widerspruch zu anerkannten Theorien beschreibt, kann sehr unterschiedliche Phänomene aufnehmen: Fälschungen, handwerklich unzulängliche Wissenschaft oder unorthodoxe und sogar innovative Theorien, die sich jedoch in der Wissenschaftsgemeinde nicht durchsetzen können.
Alan Sokal definiert Pseudowissenschaft als Ideenkomplex oder Argumentation, die:
1. Phänomene oder kausale Beziehungen behauptet, die von der modernen Wissenschaft als unwahrscheinlich zurückgewiesen werden, und die
2. ihre Behauptungen durch Argumentationen oder Beweise zu stützen versucht, die bei weitem nicht den Kriterien der modernen Wissenschaft bezüglich Logik und Nachprüfung gerecht werden.[36]

Dazu zählen nach Sokals Definition auch Aussagen über die Welt, die Bestandteil der Lehrmeinungen vieler Religionen sind. Außerdem würden nach Sokal einige – nicht aber alle – Pseudowissenschaften:
- sich selbst als wissenschaftlich bezeichnen;
- ihre Behauptungen an die echte Wissenschaft knüpfen, insbesondere an neueste wissenschaftliche Erkenntnisse;
- keine isolierte Behauptung, sondern vielmehr ein komplexes und logisch kohärentes System aufstellen, das in Anspruch nimmt, eine Vielzahl angeblicher Phänomene zu erklären;
- ihre „Fachleute“ einem langen Prozess der Ausbildung und Akkreditierung unterziehen.

Ähnlich wie Hansson und Sokal sieht Philip Kitcher ein Kontinuum zwischen evidenzbasierter Wissenschaft und Pseudowissenschaften; feste Abgrenzungskriterien seien ohnehin entbehrlich.
John L. Casti gibt in seinem Buch Verlust der Wahrheit (Original: Paradigms Lost, 1989) folgende Merkmale von Pseudowissenschaften an, die auch von Massimo Pigliucci in seinem Buch Nonsense on Stilts (2010) zitiert werden:
- Anachronistisches Denken. Pseudowissenschaftliche Theorien sind von der Wissenschaft oft längst widerlegt.
- Suche nach Geheimnissen. Gegenstand pseudowissenschaftlicher Theorien sind oft skurrile Phänomene wie UFOs, Yetis, spontane Selbstentzündungen usw.
- Berufung auf Mythen. Je älter ein Märchen, umso mehr Beweiskraft hat es.
- Nachlässiger Umgang mit dem Beweismaterial. Bestätigungen werden zitiert, Widerlegungen ignoriert.
- Unwiderlegbare Hypothesen. Pseudowissenschaftliche Hypothesen sind oft nicht überprüfbar, weil nichts gegen sie sprechen kann (Beispiel: Kreationismus).
- Scheinbare Ähnlichkeiten. Pseudowissenschaftliche Theorien verwenden oft Einzelteile von akzeptierten, belegten Theorien und deuten sie um (Beispiel: Biorhythmus).
- Erklärung durch Szenario. Statt aus Fakten mögliche Szenarien zu entwerfen, entwerfen Pseudowissenschaftler oft Szenarien ohne Faktengrundlage (für Beispiele siehe Immanuel Velikovsky).
- Forschung durch Interpretation. Pseudowissenschaftler behaupten gerne, jede wissenschaftliche Tatsachenbehauptung sei Interpretationssache.
- Verweigerung der Revision. Pseudowissenschaftler halten es irrtümlich für ein Zeichen von Qualität, dass ihre Theorien über lange Zeit unverändert bleiben. Der Grund ist jedoch, dass sie immun gegen Kritik sind.[38]

### Unbestimmbarkeit des Begriffs
Der Wissenschaftstheoretiker Larry Laudan kritisiert den Begriff Pseudowissenschaft. Er werde überwiegend zum Zweck der Wertung und Ausschließung verwendet, sei aber nicht rational oder intersubjektiv fundiert. Eine bestimmte Begriffsbestimmung ist zwar möglich, wenn diese aber lediglich zur Begründung des Ein- oder Ausschlusses bestimmter Disziplinen diene, so sei dies ein wissenschaftsfremder Zweck. Eine klare Trennlinie zwischen Wissenschaft und Nichtwissenschaft oder zwischen Wissenschaft und Pseudowissenschaft gebe es faktisch schon deshalb nicht, weil kein Vorschlag „die Zustimmung von einer Mehrheit der Philosophen erhalten würde“. Laudan fordert, den Begriff Pseudowissenschaft nicht mehr zu verwenden. Er sei eine „hohle Phrase“, die nur unsere Gefühle ausdrücke.
Der britische Psychologie-Professor Richard McNally (Harvard, Newcastle), der sich selbst mit der Kritik von randständigen Therapierichtungen befasst, hält den Begriff der Pseudowissenschaft für unbrauchbar zu klaren Abgrenzungen im Vorhinein. Der Begriff habe nur geringen analytischen Gehalt. Den Begriff durch das Falsifizierbarkeitskriterium zu bestimmen hält er aus den angeführten Gründen für unbrauchbar. Konkrete angezweifelte Theorien sollten schlicht auf logische oder empirische Schwächen hin untersucht und gegebenenfalls kritisiert werden.
Einigen Auffassungen, die sich dagegen aussprechen, dass scharfe Kriterien angebbar seien, und daraus schließen, den Begriff Pseudowissenschaft aufgeben zu müssen, wird von einigen Gegnern Widersprüchlichkeit vorgeworfen, denn es werde zwar verneint, dass man einen wertenden Begriff wie Pseudowissenschaft verwenden könne, aber es würden trotzdem qualitative Bewertungen vorgenommen. Man versuche etwa, ein Abgleiten in einen Relativismus zu vermeiden, indem zwischen „guter“ und „schlechter“ Wissenschaft unterschieden werde. G. A. Reisch argumentiert, dass bei einem Urteil über „schlechte Wissenschaft“ letztlich doch implizit eine Demarkation vorgenommen werde. Dies sei allerdings keine Demarkation über Kriterien, sondern eher eine sogenannte Netzwerkdemarkation, wie sie schon von Otto Neurath vorgeschlagen worden war.

## Der Begriff in der Skeptikerbewegung
Seit den 1960er Jahren existiert – vorwiegend in industrialisierten Ländern – die sogenannte Skeptikerbewegung, die den Begriff popularisiert hat. Eine populäre Verwendung des Begriffs findet sich bei ihr nahestehenden Autoren wie Richard Dawkins, Mario Bunge, Carl Sagan und James Randi. Diese Autoren betrachten Pseudowissenschaft als schädlich und verstehen die Befürwortung als Ausfluss politischer Interessen oder als vorsätzliche Täuschung zur finanziellen Bereicherung. In extremen Fällen sehen sie eine Gesundheits- und Sicherheitsgefährdung, die von der Verbreitung dieser Theorien und Praktiken ausgeht; so zum Beispiel im Fall einer medizinischen oder psychiatrischen Behandlung oder bei der Einschätzung von Sicherheitsrisiken.

### Fachbücher
Wissenschaftstheorie
- Martin Curd / J. A. Cover (Hrsg.): Philosophy of Science: The Central Issues, 1998, 27–82, ISBN 0-393-97175-9; darin u. a. Artikel von Paul Thagard, Michael Ruse.
- Gerald L. Eberlein: Schulwissenschaft, Parawissenschaft, Pseudowissenschaft. Wissenschaftliche Verlagsges., 1997, ISBN 3-8047-1168-5.
- Patrick Grim (Hrsg.): Philosophy of Science and the Occult, State University of New York Press, Albany 2. A. 1990; darin u. a.: Daniel Rothbart: Demarcating Genuine Science from Pseudoscience (94-); Roger Cooter: The Conservatism of Pseudoscience; Robert Feleppa: Kuhn, Popper, and the Normative Problem of Demarcation; Clark Glymour / Douglas Stalker: Winning Through Pseudoscience 1990 (75–86).
- Marsha P. Hanen, Margaret J. Osler, Robert G. Weyant (Hrsg.): Science, Pseudo-Science, and Society, Waterloo, Ontario: Wilfrid Laurier University Press 1980. Darin u. a.: Roger Cooter: Deploying Pseudoscience: Then and Now; Paul Thagard: Resemblance, Correlation, and Pseudoscience
- Philip Kitcher: Abusing Science, MIT Press, Cambridge, MA 1982.
- Philippe Patry: Wissenschaft und Pseudowissenschaft. Ein Beitrag zur Abgrenzungsproblematik, Diss. 2004, DM Verlag, Saarbrücken 2008, ISBN 978-3-639-04245-0.
- Massimo Pigliucci, Maarten Boudry: - Philosophy of Pseudoscience, University of Chicago Press.
- Michael Ruse (Hrsg.): But Is It Science?: The Philosophical Question in the Creation/Evolution Controversy, Buffalo: Prometheus Books 1988; darin u. a. Artikel von Larry Laudan.
- Fred Wilson: The Logic and Methodology of Science and Pseudoscience, Canadian Scholars Press, Toronto 2000, ISBN 1-55130-175-X.

Ideengeschichte und Literaturwissenschaft
- Harold Beaver (Hrsg.): The Science Fiction of Edgar Allan Poe, Penguin Books 1976 Stellt Poes Rezeption der spekulativen Verbindungen von Elektrochemie, Elektromagnestismus und „thierischem Magnetismus“, Phrenologie u. a. vor.
- A. Cunningham / N. Jardine: Romanticism and the Sciences, Cambridge: CUP 1990
- Robert Darnton: Mesmerism and the End of the Enlightenment in France, Cambridge, Massachusetts: Harvard University Press 1968
- Walter Gratzer: The Undergrowth of Science: Delusion, Self-Deception and Human Frailty, Oxford University Press 2000, ISBN 0-19-850707-0.
- Christa Knellwolf / Jane Goodall (Hrsg.): Frankenstein’s Science Experimentation and Discovery in Romantic Culture, 1780–1830, Ashgate 2008, ISBN 978-0-7546-5447-6.
- Andrew May: Pseudoscience and Science Fiction, Cham (Springer International Publishing) 2016 (Schriftenreihe Science and Fiction). ISBN 978-3-319-42604-4. ISBN 978-3-319-42605-1
- Philipp Redl / Mathis Lessau / Hans-Christian Riechers (Hrsg.): Heterodoxe Wissenschaft in der Moderne. Leiden, Paderborn: Fink / Brill 2021, ISBN 978-3-7705-6588-7 Interdisziplinäre Studien zu Randgebieten der Wissenschaft in der Moderne.
- Dirk Rupnow, Veronika Lipphardt, Jens Thiel, Christina Wessely (Hrsg.): Pseudowissenschaft – Konzeptionen von Nichtwissenschaftlichkeit in der Wissenschaftsgeschichte. Suhrkamp, Frankfurt am Main 2008, ISBN 978-3-518-29497-0. (Darin unter anderem: Veronika Lipphardt: Das „schwarze Schaf“ der Biowissenschaftler. Marginalisierungen und Rehabilitierungen der Rassenbiologie im 20. Jahrhundert. S. 223–250.)
- Kent S. Simons: Taming the Powers of the Air: Science, Pseudoscience, and Religion in Nineteenth-Century American Literature, Diss. Emory University 1985
- Taylor Stoehr: Hawthorne's Mad Scientists: Pseudoscience and Social Science in Nineteenth-Century Life and Letters: Pseudoscience and Social Science in Nineteenth Century Life and Letters. Hamden, Connecticut: Archon 1978, ISBN 0-208-01710-0 Stellt einige moderne Bewegungen in ihrer Entwicklung und ihrem Einfluss auf Nathaniel Hawthorne, v. a. The Blithedale Romance vor: Mesmerismus, Physiognomie, Phrenologie, Homöopathie, Assoziationismus, Spiritualismus u. a.
- Frank Miller Turner: Between science and religion: The reaction to scientific naturalism in late Victorian England. New Haven: Yale University Press 1974.
- Martin Willis, Catherine Wynne (Hrsg.): Victorian Literary Mesmerism, Rodopi 2006, ISBN 90-420-2008-3.
- Alison Winter: Mesmerized: Powers of Mind in Victorian Britain, University of Chicago Press 1998, ISBN 978-0-226-90219-7.
- Arthur Wrobel (Hrsg.): Pseudo-science and society in nineteenth century America, Lexington: The University Press of Kentucky 1987
- John Van Wyhe: Phrenology and the Origins of Victorian Scientific Naturalism, Ashgate 2004, ISBN 0-7546-3408-6.

siehe auch Artikel in Hanen / Osler / Weyant 1980
Soziologie und Psychologie
- Roy Wallis (Hrsg.): Sociological Review Monograph. No. 27: On the Margins of Science: The Social Construction of Rejected Knowledge, Keele University Press, Keele 1979, 237-70.
- Thomas Hardy Leahey / Grace Evans Leahey: Psychology's occult doubles: Psychology and the problem of pseudoscience. Nelson-Hall, Chicago 1983.
- Marjaana Lindeman: Motivation, cognition and pseudoscience, in: Scandinavian Journal of Psychology 39/4 (1998), 257–265
- Scott O. Lilienfeld et al. (Hrsg.): Science and Pseudoscience in Clinical Psychology. New York / London 2003.

### Nachschlagewerke
- William F. Williams: Encyclopedia of Pseudoscience: From Alien Abductions to Zone Therapy. Fitzroy Dearborn Publishers 2000, ISBN 1-57958-207-9.
- Michael Shermer (Hrsg.): The Skeptic Encyclopedia of Pseudoscience. 2 Bände, ABC-CLIO 2003, ISBN 1-57607-653-9.
- Robert T. Carroll: The Skeptic's Dictionary. A Collection of Strange Beliefs, Delusions, and Deceptions: A Collection of Strange Beliefs, Amusing Deceptions, and Dangerous Delusions. Wiley John + Sons 2003, ISBN 0-471-27242-6.

Allgemeinere wissenschaftsgeschichtliche Literatur
Siehe auch den Hauptartikel Wissenschaftsgeschichte
- Wesley T. Mott (Hrsg.): Encyclopedia of Transcendentalism, Greenwood 1996, ISBN 0-313-29924-2 Enthält Artikel zu diversen Autoren, Ideen und Strömungen des 19. Jh.

### Populärwissenschaftliche Sachbücher
- Stefan Baumann: Fakten und Fiktionen: Archäologie vs. Pseudowissenschaft. Sonderbände der Antiken Welt. Philipp von Zabern / Wissenschaftliche Buchgesellschaft, Darmstadt 2018, ISBN 978-3-8053-5172-0.
- Georges Charpak: Debunked!: ESP, Telekinesis, and Other Pseudoscience. Johns Hopkins University Press 2004, ISBN 0-8018-7867-5.
- Martin Gardner: Science – Good, Bad and Bogus. Oxford University Press, Oxford 1983.
- Robert Park: Fauler Zauber. Betrug und Irrtum in den Wissenschaften. Wie wir reingelegt werden und uns schützen können. Europa Verlag 2002, ISBN 3-203-81005-0.
- Massimo Pigliucci: Nonsense on Stilts. How to Tell Science from Bunk. The University of Chicago Press, Chicago 2010, ISBN 978-0-226-66786-7.
- Carl Sagan: The Demon-Haunted World: Science as a Candle in the Dark. Random House, 1996, ISBN 0-394-53512-X (deutsch: Der Drache in meiner Garage oder Die Kunst der Wissenschaft, Unsinn zu entlarven. Droemer Knaur 2000. ISBN 3-426-26912-0).
- Robert Schadewald: Worlds of Their Own: Insights into PseudoScience from Creationism to the End Times. SangFroid Press 2008, ISBN 0-917939-15-8.

### Artikel
- Keith Abney: Naturalism and Nonteleological Science: A Way to Resolve the Demarcation Problem Between Science and Nonscience, Perspectives on Science and Christian Faith 49/3 (1997), 156–61
- Henry H. Bauer: Science or Pseudoscience, Magnetic Healing, Psychic Phenomena, and Other Heterodoxies, University of Illinois Press 2000
- Alexander Bird: Introduction: the nature of science, in: ders.: Philosophy of Science, London & New York: Routledge 1998, 1–24
- Mario Bunge: Demarcating Science from Pseudoscience, in: Fundamenta Scientiae 3/3–4 (1982), 369-88.
- Paul Churchland: How Parapsychology could become a science, in: Inquiry 30:3 (1987) 227ff.
- Anthony A. Derksen: The Seven Sins Of Pseudo-Science, in: Journal for General Philosophy of Science Vol. 24, 1993, No. 1, S. 17–42.
- Anthony A. Derksen: The Seven Strategies of the Sophisticated Pseudo-Scientist: a look into Freud's rhetorical tool box, in: Journal for General Philosophy of Science 32/2 (2001), 329–350.
- Ute Frietsch: Grenzen von Wissenschaft / Pseudowissenschaft, in: Europäische Geschichte Online, hrsg. vom Institut für Europäische Geschichte (Mainz), 2015, Zugriff am 8. März 2021 (pdf).
- Thomas F. Gieryn: Boundary-Work and the Demarcation of Science from Non-Science: Strains and Interests in Professional Ideologies of Scientists, in: American Sociological Review 48/6 (1983), 781–795.
- Thomas F. Gieyrn: Boundaries of Science, in: S. Jasanoff, G. E. Markle, J. C. Petersen, T. Pinch (Hrsg.): Handbook of Science and Technology Studies, Thousand Oaks, Calif.: Sage 1995.
- Sven Ove Hansson: Defining Pseudoscience. In: Philosophia naturalis. 33, 1, 1996, S. 169–176.
- Sven Ove Hansson, Marcus Hammerschmitt (Übers.): Ist die Anthroposophie eine Wissenschaft? (Memento vom 9. November 2013 im Internet Archive) Conceptus XXV:64 (1991), S. 37–49.
- Tobias Hürter, Max Rauner: Ist das Forschung oder kann das weg? Die Zeit, 1. Oktober 2014
- Imre Lakatos: Science and Pseudoscience (Transcript from LSE), in: Godfrey Vesey (Hg.), Philosophy in the Open, Open University Press, 1974; auch in: John Worrall / Gregory Currie (Hg.), Introduction to Lakatos's The Methodology of Scientific Research Programmes: Philosophical Papers Volume 1, Cambridge University Press, 1978.
- Larry Laudan: The Pseudo-Science of Science?, In: J.R. Brown (Hg.). Scientific rationality: The sociological turn. Dordrecht: Reidel, 1984, 41–73.
- Larry Laudan: Normative Naturalism, Philosophy of science 57/1 (1990), 44–59.
- Martin Mahner (2007): Demarcating Science from Non-Science. In: T.A.F. Kuipers (Hg.) General Philosophy of Science – Focal Issues. (Bd. 1, Handbook of the Philosophy of Science), S. 515–575. North Holland: Amsterdam.
- Richard J. McNally: Is the pseudoscience concept useful for clinical psychology?. The Scientific Review of Mental Health Practice 2:2 (Fall/Winter 2003)
- Martin Morgenstern: Poppers Kritik der Pseudowissenschaften, in: Aufklärung und Kritik 26 (2019), Heft 1, 42–59.
- Judge Overton: The Opinion in McLean v. Arkansas Board of Education, in: Joel Feinberg, Russ Shafer-Landau (Hrsg.): Reason and Responsibility, Belmont: Wadsworth Publishing Company, 11. A. 2000, 286-90
- Trevor Pinch: Normal Explanations of the Paranormal: The demarcation problem and fraud in parapsychology, in: Social Studies of Science 9 (1979), 329-48.
- Alvin Plantinga: Methodological Naturalism, Perspectives on Science and Christian Faith 49 (1997), 143–54
- Karl Popper: Science, Pseudo-Science, and Falsifiability in Conjectures and Refutations: the Growth of Scientific Knowledge, London: Routledge 1963. (vgl. Online-Artikel, 1962)
- George A. Reisch: Pluralism, Logical Empiricism, and the Problem of Pseudoscience, in: Philosophy of Science, 65/2 (1998), 333ff.
- A. Still, W. Dryden: The Social Psychology of „Pseudoscience“: A Brief History, in: Journal of the Theory of Social Behavior 34 (2004), 265–290
- David J. Stump: Art. Pseudoscience, in: Maryanne Cline Horowitz (Hrsg.): New Dictionary of the History of Ideas, Thomson Gale 2005, Bd. 5, ISBN 0-684-31382-0, 1950f
- Gerhard Vollmer: Wozu Pseudowissenschaften gut sind. Argumente aus Wissenschaftstheorie und Wissenschaftspraxis, in: Universitas 47 (1992), 155–168 (neu veröffentlicht in: Gerhard Vollmer: Wissenschaftstheorie im Einsatz. Beiträge zu einer selbstkritischen Wissenschaftsphilosophie. Stuttgart 1993, 11–29).